# Josh Liendo
Joshua Liendo (født 20. august 2002) er en canadisk svømmer, der specialiserer sig i freestyle og butterfly.
I 2021 sluttede han på en 18. plads for sit land i 50 meter fri ved sommer-OL 2020 i Tokyo, men kvalificerede sig ikke til semifinalerne. Liendo konkurrerede også i 100 meter butterfly ved legene, hvor han sluttede på en 11. plads i semifinalerne, men kvalificerede sig ikke til finalen.
Han repræsenterede sit land ved verdensmesterskaberne i svømning i 2023 i Fukuoka, Japan, i 50 meter fri, hvor han blev nummer 8 i semifinalen og blev elimineret.
Han repræsenterede sit land ved sommer-OL 2024 i Paris i 100 m butterfly, hvor han vandt sølv. Han konkurrerede også i 50 m frisvømning, hvor han kom på 4. pladsen i finalen. Han konkurrerede også i 4×100 m medleystafet, hvor holdet kom på 5. pladsen i finalen.